# Domenico Morena
Domenico Morena, detto Mimmo (Nagold, 19 luglio 1970), è un ex cestista italiano.
Alto 210 cm per 123 kg di peso, ricopriva il ruolo di centro ed è stato il capitano della squadra di Serie A Eldo Napoli fino alla stagione 2006-07.
Aveva un ottimo tiro da tre che gli permetteva di variare il suo gioco portando spesso l'avversario diretto fuori area.

## Carriera
Nato in Germania ma originario di Teggiano, comincia a giocare in Serie A nella stagione 1987-88, a Napoli, nella quale viene utilizzato per tre minuti a partita, senza mai segnare. Continua a giocare a Napoli anche nelle stagioni successive. A partire dalla stagione 1992-1993, al ritorno della squadra in A2 dopo la retrocessione patita l'anno precedente, Morena riesce ad essere schierato in gran parte delle partite nel quintetto titolare. Nella regular season del campionato di Serie A2 1994-1995 mette a segno una media di 15,4 punti e 5,8 rimbalzi a partita.
Viene poi ceduto in Serie A1 alla Cagiva Varese, nella quale gioca due anni, con 17,5 minuti di utilizzo medio nella prima stagione e 18,5 nel secondo, nel quale segna 4 punti a gara. Passa poi in A2 alla Montana Forlì, dove in regular season viaggia con una media di 14,2 punti più 7,1 rimbalzi a partita. Inizia l'annata 1998-1999 alla Sicc Jesi sempre in A2, ma dopo due partite viene ceduto a Fabriano per il resto del campionato, quindi nell'estate 1999 torna a Napoli, dove nel frattempo c'era una nuova società che si apprestava a giocare la A2 con lo spostamento di sede da Pozzuoli verso il capoluogo campano. Nel 2000 Morena milita a Scafati per una stagione e mezzo in Serie A2 ed infine, dopo qualche mese alla Virtus Rieti in B1, nel 2002 torna a Napoli che nel frattempo era salito in Serie A. Il 19 febbraio 2006 alza, da capitano, la Coppa Italia. In quella stagione la squadra partenopea arriva inoltre alle semifinali scudetto, qualificandosi inoltre per l'Eurolega dell'anno seguente, che vede Morena debuttare nella massima competizione continentale.
Nel 2007 passa a giocare ad Ostuni in Serie B2, dove vince il campionato da protagonista e porta la sua squadra in Serie A Dilettanti con 18,0 punti e 11,2 rimbalzi a partita durante il campionato e 19,3 punti e 13,9 rimbalzi nei play-off. Nel 2011 gioca con il ruolo di capitano nel CUS Bari e dall'estate del 2012 ritorna ad Ostuni nelle vesti di capitano. Negli ultimi anni di carriera continua a militare nelle minors pugliesi e campane.

## Palmarès
- Coppa Italia: 1

Basket Napoli: 2006